# James Pantemis
James Pantemis (Montréal, 1997. február 21. –) kanadai korosztályos válogatott labdarúgó, a Montréal kapusa.

## Pályafutása

### Klubcsapatokban
Pantemis a svájci Montréal városában született. Az ifjúsági pályafutását a helyi Montréal akadémiájánál kezdte.
2018-ban mutatkozott be a Montréal észak-amerikai első osztályban szereplő felnőtt keretében. A 2020-as szezon egy részében a Valour csapatát erősítette kölcsönben. Először 2020. október 15-én, a New England Revolution ellen hazai pályán 3–2-es vereséggel zárult mérkőzésen lépett pályára.

### A válogatottban
Pantemis az U20-as és az U23-as korosztályú válogatottakban is képviselte Kanadát.
2017 óta több alkalommal is behívták a felnőtt válogatottba, ám még egyszer sem lépett pályára Kanada színeiben. Tagja volt a 2022-es labdarúgó-világbajnokságra küldött nemzeti keretnek is.

## Statisztikák
2023. február 26. szerint
| Klub     | Szezon   | Osztály  | Bajnokság | Bajnokság | Kupa  | Kupa | Nemzetközi | Nemzetközi | Összesen | Összesen |
| Klub     | Szezon   | Osztály  | Meccs     | Gól       | Meccs | Gól  | Meccs      | Gól        | Meccs    | Gól      |
| -------- | -------- | -------- | --------- | --------- | ----- | ---- | ---------- | ---------- | -------- | -------- |
| Montréal | 2019     | MLS      | 0         | 0         | 2     | 0    | —          | —          | 2        | 0        |
| Montréal | 2020     | MLS      | 3         | 0         | 0     | 0    | —          | —          | 3        | 0        |
| Montréal | 2021     | MLS      | 18        | 0         | 0     | 0    | —          | —          | 18       | 0        |
| Montréal | 2022     | MLS      | 13        | 0         | 2     | 0    | —          | —          | 15       | 0        |
| Montréal | 2023     | MLS      | 1         | 0         | 0     | 0    | —          | —          | 1        | 0        |
| Összesen | Összesen | Összesen | 35        | 0         | 4     | 0    | 0          | 0          | 39       | 0        |

## Sikerei, díjai
Montréal
- Kanadai Kupa
  - Győztes (2): 2019, 2021